# Pierre Limberg
Pierre Limberg (* 6. April 1975 in Bielefeld) ist ein deutscher Handballtrainer und ehemaliger Handballspieler.

## Karriere

### Spieler
Der Kreisläufer Pierre Limberg begann seine Spielerkarriere bei der TG Lage. Nach seiner Jugendzeit wechselte er zum Regionalligisten HC 93 Bad Salzuflen, wo er jedoch nur auf wenig Spielzeit kam. Über den Oberligisten HCE Bad Oeynhausen wechselte er zur HSG 02 Bielefeld in die 2. Bundesliga. Zwischen 2003 und 2005 spielte Limberg für den Zweitligisten TV Emsdetten. Anschließend wechselte er zum Ligarivalen Eintracht Hildesheim, mit dem er in der Saison 2005/06 in die Bundesliga aufstieg. In der folgenden Saison 2006/07 stiegen die Hildesheimer als Tabellenletzter wieder ab. Ab 2010 spielte Limberg noch für die zweite Mannschaft des TBV Lemgo, den HSV Hannover und die TSG Altenhagen-Heepen.

### Trainer
Im Sommer 2012 kehrte Limberg als Trainer zu seinem Heimatverein TG Lage zurück und führte das Team zum Aufstieg in die Landesliga. Daraufhin wechselte er zum Oberligisten TV Bissendorf-Holte. Im November 2016 wechselte Limberg zum Oberligisten VfL Mennighüffen. Im Jahre 2019 übernahm Limberg das Traineramt beim TuS 97 Bielefeld-Jöllenbeck. Mit den Jöllenbeckern stieg er 2022 aus der Oberliga Westfalen ab und ein Jahr später wieder auf. 2024 wird er den Verein verlassen.